# Șmil Marcovici
Șmil Marcovici (n. 23 aprilie 1893, Iași – d. 10 noiembrie 1940, închisoarea Doftana), cunoscut și sub numele conspirativ Moraru, a fost un comunist român de origine evreiască.
Împreună cu Ana Pauker, Dimităr Ganev și Ion Zelea-Pârgaru, a format Secretariatul PCdR. Din cauza trădării lui Ion Zelea-Pârgaru, au fost arestați de Siguranța Statului la 12 iulie 1935.
În 1936 au fost judecați în cadrul celui mai mare proces anticomunist din România: Procesul de la Craiova. Marcovici fost acuzat de activitate împotriva statului român și de tulburare a liniștii publice. A fost deținut în închisoarea Doftana, unde a murit sub dărâmăturile provocate de cutremurul din 1940.